# Villads Villadsen (kunsthistoriker)
 Der er flere personer med dette navn, se Villads Villadsen.
Villads Villadsen (født 5. februar 1945, død 12. april 2021) var en dansk kunsthistoriker og museumsleder.
Villadsen var mag.art. i kunsthistorie og blev 1979 udnævnt til leder af Randers Kunstmuseum. Siden var han 1985-94 direktør for Statens Museum for Kunst, hvor han bl.a. iværksatte udstillinger om bl.a. dansk surrealisme og Wilhelm Freddie samt vedtog planerne om udvidelsen af museet. En arkitektkonkurrence, hvor C.F. Møllers Tegnestue vandt, blev afholdt 1992.
1987-94 var han desuden formand for Kulturværdiudvalget. Villadsen skrev afhandlinger og bøger om billedkunst, arkitektur og museumsforhold, bl.a. Statens Museum for Kunst 1827-1952 (1998). Han blev 1994 Ridder af Dannebrog og modtog også den Kgl. Norske Fortjenstorden. Han var medlem af bestyrelsen for Kunst på arbejdspladsen.